# Los Altos de Jalisco
Los Altos de Jalisco är en ort i Mexiko.   Den ligger i kommunen Mocorito och delstaten Sinaloa, i den västra delen av landet, 1 100 km nordväst om huvudstaden Mexico City. Los Altos de Jalisco ligger 29 meter över havet och antalet invånare är 101.
Terrängen runt Los Altos de Jalisco är huvudsakligen platt, men västerut är den kuperad. Runt Los Altos de Jalisco är det ganska tätbefolkat, med 155 invånare per kvadratkilometer. Närmaste större samhälle är Adolfo López Mateos, 14,3 km sydost om Los Altos de Jalisco. Trakten runt Los Altos de Jalisco består till största delen av jordbruksmark.